# Carmen Avilés
Carmen Avilés Palos (Madrid, 5 de abril de 2002) es una deportista española que compite en atletismo, especialista en las carreras de velocidad. Ganó una medalla de plata en el Campeonato Europeo de Atletismo por Equipos de 2019 y una medalla de bronce en el Campeonato Europeo de Atletismo Sub-23 de 2023.
Durante los Relevos Mundiales 2024 consiguió batir el récord de España de 4 × 400 m junto con Berta Segura, Eva Santidrián y Blanca Hervás. El anterior récord, uno de los más antiguos de España, databa de 1991. El mismo equipo volvió a batir su propio récord poco después en el Campeonato de Europa, donde terminaron en séptima posición.  También tomó parte por primera vez en los Juegos Olímpicos junto a sus compañeras del 4 × 400 m, sin lograr alcanzar la final.
En 2025 volvió a correr en los Relevos Mundiales, esta vez en el 4 × 400 m mixto, donde logró el pase al Campeonato del Mundo con un nuevo récord de España junto a David García Zurita, Samuel García y Blanca Hervás.